# Akbar Turaev
Akbar Turaev (27 de agosto de 1989) é um futebolista profissional usbeque que atua como goleiro.

## Carreira
Akbar Turaev representou a Seleção Usbeque de Futebol na Copa da Ásia de 2015.